# Sovětský svaz na Letních olympijských hrách 1952
Sovětský svaz na Letních olympijských hrách 1952 ve finských Helsinkách reprezentovala výprava 295 sportovců, z toho 255 mužů a 40 žen v 18 sportech.

## Medailisté
| Medaile | Jméno | Sport                | Disciplína                                     |
| ------- | --- | -------------------- | ---------------------------------------------- |
| Zlato   | Nina Bočarovová | Sportovní gymnastika | Ženy kladina                                   |
| Zlato   | Viktor Čukarin | Sportovní gymnastika | Muži víceboj – jednotlivci                     |
| Zlato   | Marija Gorochovská | Sportovní gymnastika | Ženy víceboj – jednotlivci                     |
| Zlato   | Viktor Čukarin | Sportovní gymnastika | Muži kůň našíř                                 |
| Zlato   | Hrant Šahinjan | Sportovní gymnastika | Muži kruhy                                     |
| Zlato   | Viktor Čukarin Hrant Šahinjan Valentin Muratov Jevgenij Korolkov Vladimir Beljakov Josif Berdijev Michail Perelman Dmytro Leonkin                                                                                           | Sportovní gymnastika | Družstvo mužů                                  |
| Zlato   | Marija Gorochovská Nina Bočarovová Galina Minaičeva Galina Urbanovič Pelageja Danilova Galina Šamrai Jekatěrina Kalinčuk | Sportovní gymnastika | Družstvo žen                                   |
| Zlato   | Viktor Čukarin | Sportovní gymnastika | Muži přeskok                                   |
| Zlato   | Jekatěrina Kalinčuk | Sportovní gymnastika | Ženy přeskok                                   |
| Zlato   | Nina Romaškovová | Atletika             | Ženy hod diskem                                |
| Zlato   | Galina Zybinová | Atletika             | Ženy vrh kouli                                 |
| Zlato   | Jurij Ťukalov | Veslování            | Muži skif                                      |
| Zlato   | Anatolij Bogdanov | Sportovní střelba    | Muži 300 m libovolná malorážka tři pozice      |
| Zlato   | Ivan Udodov | Vzpírání             | Muži bantamová váha do 56 kg                   |
| Zlato   | Rafael Čimiškjan | Vzpírání             | Muži pérová váha do 60 kg                      |
| Zlato   | Trofim Lomakin | Vzpírání             | Muži lehkotěžká váha do 82,5 kg                |
| Zlato   | Arsen Mekokišvili | Zápas                | muži, volný styl nad 97 kg                     |
| Zlato   | David Cimakuridze | Zápas                | muži, volný styl do 79 kg                      |
| Zlato   | Johannes Kotkas | Zápas                | muži, řecko-římský nad 87 kg                   |
| Zlato   | Boris Gurevič | Zápas                | muži, řecko-římský do 52 kg                    |
| Zlato   | Jakiv Punkin | Zápas                | muži, řecko-římský do 62 kg                    |
| Zlato   | Šazam Safin | Zápas                | muži, řecko-římský do 67 kg                    |
| Stříbro | Marija Gorochovská | Sportovní gymnastika | Ženy bradla                                    |
| Stříbro | Marija Gorochovská | Sportovní gymnastika | Ženy prostná                                   |
| Stříbro | Grant Šaginjan | Sportovní gymnastika | Muži víceboj – jednotlivci                     |
| Stříbro | Nina Bočarovová | Sportovní gymnastika | Ženy víceboj – jednotlivci                     |
| Stříbro | Viktor Čukarin | Sportovní gymnastika | Muži bradla                                    |
| Stříbro | Hrant Šahinjan | Sportovní gymnastika | Muži kůň našíř                                 |
| Stříbro | Jevgenij Korolkov | Sportovní gymnastika | Muži kůň našíř                                 |
| Stříbro | Viktor Čukarin | Sportovní gymnastika | Muži kruhy                                     |
| Stříbro | Marija Gorochovská Nina Bočarovová Galina Minaičeva Galina Urbanovič Pelageja Danilova Galina Šamraj Medeja Džugeli Jekatěrina Kalinčuk                                                                                     | Sportovní gymnastika | Družstvo žen společné sestavy s náčiním        |
| Stříbro | Marija Gorochovská | Sportovní gymnastika | Ženy kladina                                   |
| Stříbro | Marija Gorochovská | Sportovní gymnastika | Ženy přeskok                                   |
| Stříbro | Vladimir Kazancev | Atletika             | Muži 3000 m steeplechase                       |
| Stříbro | Jurij Litujev | Atletika             | Muži 400 m překážek                            |
| Stříbro | Boris Tokarev Levan Kalyayev Levan Sanadze Vladimir Sukharev | Atletika             | Muži štafeta 4 × 100 m                         |
| Stříbro | Marija Golubničaja | Atletika             | Ženy 80 m překážek                             |
| Stříbro | Jelizaveta Bagrjancevová | Atletika             | Ženy hod diskem                                |
| Stříbro | Alexandra Čudinová | Atletika             | Ženy hod oštěpem                               |
| Stříbro | Alexandra Čudinová | Atletika             | Ženy skok daleký                               |
| Stříbro | Leonid Ščerbakov | Atletika             | Muži trojskok                                  |
| Stříbro | Stepas Brutautas Nodar Džordžikija Anatolij Koněv Otar Korkia Heino Kruus Ilmar Kullam Justinas Lagunavičius Joann Lõssov Aleksandr Mojsejev Jurij Ozerov Kazys Petkevičius Stasys Stonkus Maigonis Valdmanis Viktor Vlasov | Basketbal            | Turnaj mužů                                    |
| Stříbro | Viktor Mednov | Box                  | Muži velterová váha do 63,5 kg                 |
| Stříbro | Sergej Ščerbakov | Box                  | Muži váha lehká střední do 67 kg               |
| Stříbro | Georgij Žilin Igor Jemčuk | Veslování            | Muži dvojskif                                  |
| Stříbro | Vladimir Rodimuškin Alexej Komarov Igor Borisov Slava Amiragov Leonid Gissen Jevgenij Samsonov Vladimir Krjukov Igor Poljakov Jevgenij Brago                                                                                | Veslování            | Muži osmiveslice                               |
| Stříbro | Boris Andrejev | Sportovní střelba    | Muži 50 m libovolná malorážka                  |
| Stříbro | Nikolaj Saksonov | Vzpírání             | Muži pérová váha do 60 kg                      |
| Stříbro | Jevgenij Lopatin | Vzpírání             | Muži lehká váha do 67,5 kg                     |
| Stříbro | Grigorij Novak | Vzpírání             | Muži polotěžká váha do 90 kg                   |
| Stříbro | Rašíd Mamedbekov | Zápas                | muži, volný styl do 57 kg                      |
| Stříbro | Šalva Čichladze | Zápas                | muži, řecko-římský do 87 kg                    |
| Bronz   | Dmitrij Leonkin | Sportovní gymnastika | Muži kruhy                                     |
| Bronz   | Galina Minajčeva | Sportovní gymnastika | Ženy přeskok                                   |
| Bronz   | Aleksandr Anufrijev | Atletika             | Muži běh na 10 000 m                           |
| Bronz   | Bruno Junk | Atletika             | Muži chůze 10 km                               |
| Bronz   | Naděžda Chnykinová | Atletika             | Ženy běh na 200 m                              |
| Bronz   | Nina Dumbadzeová | Atletika             | Ženy hod diskem                                |
| Bronz   | Alexandra Čudinová | Atletika             | Ženy skok vysoký                               |
| Bronz   | Jelena Gorčakovová | Atletika             | Ženy hod oštěpem                               |
| Bronz   | Klavdija Točonovová | Atletika             | Ženy vrh koulí                                 |
| Bronz   | Anatolij Bulakov | Box                  | Muži váha muší do 51 kg                        |
| Bronz   | Gennadij Garbuzov | Box                  | Muži váha bantamová do 54 kg                   |
| Bronz   | Boris Tišin | Box                  | Muži lehkotěžká váha do 71 kg                  |
| Bronz   | Anatolij Perov | Box                  | Muži váha polotěžká do 81 kg                   |
| Bronz   | Nina Savina | Kanoistika           | Ženy K1 500 m                                  |
| Bronz   | Lev Vainštejn | Sportovní střelba    | Muži 300 m libovolná malorážka tři pozice      |
| Bronz   | Boris Andrejev | Sportovní střelba    | Muži 50 metrů libovolná malorážka 60 ran vleže |
| Bronz   | Arkadij Vorobjov | Vzpírání             | Muži lehkotěžká váha do 82,5 kg                |
| Bronz   | Artem Terjan | Zápas                | muži, řecko-římský do 57 kg                    |
| Bronz   | Nikolaj Bělov | Zápas                | muži, řecko-římský do 79 kg                    |